# دختر فرعون
دختر فرعون (عبری: בַּת־פַּרְעֹה‎) به گفته سفر خروج در تنخ شخصی بود که موسی را زمانی که مادرش او را در رودخانه رها کرده بود، پیدا کرد و به فرزندی گرفت. همین زن نام موسی را بر روی نوزاد گذاشت. مسلمانان اعتقاد دارند موسی را زنی به نام آسیه که همسر فرعون بود از آب گرفت.